# Československá basketbalová liga 1970-1971
La Československá basketbalová liga 1970-1971 è stata la 43ª edizione del massimo campionato cecoslovacco di pallacanestro maschile. La vittoria finale è stata ad appannaggio dello Slavia VŠ Praga.

## Risultati

### Stagione regolare
|     | Squadra             | G  | V  | P  | PF   | PS   | Pt. | Qualificazione |
| --- | ------------------- | -- | -- | -- | ---- | ---- | --- | -------------- |
| 1.  | Slavia VŠ Praga     | 22 | 19 | 3  | 2123 | 1632 | 41  |                |
| 2.  | Zbrojovka Brno      | 22 | 19 | 3  | 1988 | 1774 | 41  |                |
| 3.  | Tatran Ostrava      | 22 | 14 | 8  | 1895 | 1749 | 36  |                |
| 4.  | Sparta ČKD Praga    | 22 | 12 | 10 | 1845 | 1724 | 34  |                |
| 5.  | Dukla Olomouc       | 22 | 12 | 10 | 1967 | 1856 | 34  |                |
| 6.  | Baník Ostrava       | 22 | 11 | 11 | 1768 | 1733 | 33  |                |
| 7.  | Pardubice           | 22 | 10 | 12 | 1934 | 1983 | 32  |                |
| 8.  | Iskra Svit          | 22 | 10 | 12 | 1731 | 1755 | 32  |                |
| 9.  | Baník Prievidza     | 22 | 10 | 12 | 1732 | 1931 | 32  |                |
| 10. | Baník Handlová      | 22 | 9  | 13 | 1654 | 1764 | 31  | retrocesse     |
| 11. | Bohemians ČKD Praga | 22 | 5  | 17 | 1632 | 1993 | 27  | retrocesse     |
| 12. | Inter Bratislava    | 22 | 1  | 21 | 1538 | 1966 | 23  | retrocesse     |

| Československá basketbalová liga 1970-1971 |
| ------------------------------------------ |
| Slavia VŠ Praga 5º titolo                  |

## Formazione vincitrice
| N° | Naz.                      | Ruolo | Sportivo       |  | Alt. |  |
| -- | ------------------------- | ----- | -------------- |  | ---- |  |
|    | Cecoslovacchia (bandiera) | C     | Jiří Zídek     |  | 206  |  |
|    | Cecoslovacchia (bandiera) |       | Jiří Zedníček  |  | 193  |  |
|    | Cecoslovacchia (bandiera) | P     | Robert Mifka   |  |      |  |
|    | Cecoslovacchia (bandiera) |       | Jiří Růžička   |  | 186  |  |
|    | Cecoslovacchia (bandiera) | P     | Karel Baroch   |  |      |  |
|    | Cecoslovacchia (bandiera) | A     | Jiří Ammer     |  |      |  |
|    | Cecoslovacchia (bandiera) | P     | Jiří Konopásek |  | 178  |  |
|    | Cecoslovacchia (bandiera) |       | Jan Blažek     |  | 206  |  |
|    | Cecoslovacchia (bandiera) |       | Jaroslav Kovář |  |      |  |
|    | Cecoslovacchia (bandiera) |       | Sako           |  |      |  |
|    | Cecoslovacchia (bandiera) |       | Tomáš          |  |      |  |
|    | Cecoslovacchia (bandiera) |       | Sýkora         |  |      |  |
|    | Cecoslovacchia (bandiera) | All.  | Jaroslav Šíp   |  |      |  |

## Fonti
- Ing. Pavel Šimák: Historie československého basketbalu v číslech (1932-1985), Basketbalový svaz ÚV ČSTV, květen 1985, 174 stran
- Ing. Pavel Šimák: Historie československého basketbalu v číslech, II. část (1985-1992), Česká a slovenská basketbalová federace, březen 1993, 130 stran
- Juraj Gacík: Kronika československého a slovenského basketbalu (1919-1993), (1993-2000), vydáno 2000, 1. vyd, slovensky, BADEM, Žilina, 943 stran
- Jakub Bažant, Jiří Závozda: Nebáli se své odvahy, Československý basketbal v příbězích a faktech, 1. díl (1897-1993), 2014, Olympia, 464 stran